# 마리아 미첼
마리아 미첼( Maria Mitchell, /məˈraɪə/ ; 1818년 8월 1일 – 1889년 6월 28일)은 미국의 천문학자, 사서, 박물학자 및 교육자이다. 1847년에 1847 VI(현대 명칭 C/1847 T1 )라는 이름의 혜성을 발견했는데, 이 혜성은  그 후, 그녀를 기리기 위해 " 미스 미첼의 혜성 "으로 알려지게 되었다. 그녀는 이 혜성의 발견으로 1848년 덴마크의 크리스티안 8세가 수여하는 금메달을 받았다. 미첼은 1865년에 배서 칼리지의 직위를 수락한 후 전문직 천문학자와 천문학 교수로 일한 국제적으로 알려진 최초의 여성이다. 그녀는 또한 미국 예술 과학 아카데미와 미국 과학진흥 협회의 펠로우로 선출된 최초의 여성이다.

## 어린 시절(1818~1846)

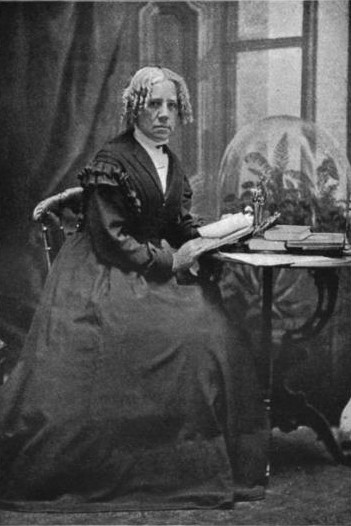
마리아 미첼

마리아 미첼은 1818년 8월 1일 매사추세츠 주 낸터킷 섬에서 학교 교사이자 아마추어 천문학자인 윌리엄 미첼과 도서관 직원인 리디아 콜먼 미첼(Lydia Coleman Mitchell) 사이에서 태어났다. 미첼은 열 자녀 중 세 번째로 그녀의 형제 자매는 교육과 분별 있는 일을 중시하는 교리를 가진 퀘이커 교도로 자랐다. 그녀의 아버지는 모든 자녀에게 자연과 천문학에 대해 교육했고 어머니는 두 곳의 도서관에서 일하여서 다양한 지식을 접할 수 있었다. 마리아 미첼은 특히 천문학과 고급 수학에 대한 관심과 재능을 모두 보여주었다. 그녀의 아버지는 크로노미터, 육분의, 단순 굴절 망원경, 돌랜드 망원경을 포함한 수많은 천문 기구를 작동하는 법을 그녀에게 가르쳐 주었다. 미첼은 종종 그녀의 아버지가 지역 선원들과 함께 일하면서 밤하늘을 관찰하는 것을 도왔다.
다른 퀘이커 교도와 마찬가지로 미첼의 부모는 교육을 중시했으며 미첼도 남학생과 동일한 교육 기회를 제공해야 한다고 주장했다. 그녀의 아버지는 수학과 천문학에 대한 관심을 추구하는 헌신적인 공립학교 교사였으며, 특히 관심과 재능을 보인 미첼과 그의 모든 자녀가 천문학 지식이 주입되도록 했다. 포경 항구로서의 낸터킷의 중요성은, 남편이 바다에 있는 동안 선원의 아내가 몇 달 때로는 몇 년 동안 집에서 일을 처리하도록 남겨져서 섬을 집이라고 부르는 여성들에게 상대적으로 독립과 평등의 분위기를 조성했음을 의미했다.
어린 시절에 엘리자베스 가드너(Elizabeth Gardner) 소규모 학교를 다닌 후 미첼은 윌리엄 미첼이 초대 교장이었던 노스 그래머 학교에 다녔다. 학교가 설립된 지 2년 후, 그녀가 11살이었을 때 그녀 아버지는 하워드 스트리트에 자신의 학교를 설립했는데, 이곳에서 그녀는 학생이자 아버지의 조교였다. 집에서 그녀 아버지는 개인 망원경을 사용하여 천문학을 가르쳤다. 12세 6개월이 되었을 때인 1831년에는 아버지가 일식의 정확한 순간을 계산하는 것을 도왔다.
아버지의 학교가 폐교되어 그녀는 유니테리언 주의 목사 사이러스 피어스가 운영하는 미혼 여성 학교에 16세가 될 때까지 다녔는데, 여기서 조교로 일했다. 1835년에 자신의 학교를 열었는데, 여기서 미첼은 실험적인 교수법을 개발하여 나중에 이 교수법을 실천하였다. 그녀는 유색인종 아이들도 자신의 학교에 다닐 수 있도록 허용하기로 결정했는데, 당시 지역 공립학교에서는 여전히 흑백 인종이 분리되어 있었기 때문에 이러한 결정은 논란의 여지가 있는 조치였다.
미첼은 1836년에 낸터킷 애서넘(Nantucket Atheneum)의 첫 번째 사서로 일하기 시작했으며 20년 동안 이 직책을 맡았다. 이 기관의 운영 시간이 제한되어 있던 덕분에 그녀는 미국 해안 측량을 위한 일련의 천문 관측 및 지리적 계산을 통해 아버지를 돕고 자신의 교육도 계속할 수 있었다. 미첼과 그녀의 아버지는 측량 프로젝트를 위하여 제공된 4인치 적도 망원경으로 퍼시픽 은행 건물 옥상에 지어진 작은 천문대에서 일했다. 성운과 이중성을 찾는 것 외에도 두 사람은 각각 별의 고도와 달의 정점과 엄폐를 계산하여 위도와 경도를 생성했다.
1843년 미첼은 퀘이커교를 떠나 유니테리언 교리를 따르기 시작했지만, 20년 이상 후에야 실제로 유니테리언 교회에 출석했다. 퀘이커 교에서의 이탈은 가까이 남아있는 가족과의 단절을 초래하지는 않았다. 1846년 이전의 그녀 개인 문서가 거의 남아 있지 않아서, 이 기간 동안의 그녀에 대해서는 거의 알려져 있지 않다. 미첼의 가족은, 그녀가 1846년의 대화재로 거리에 뿌려진 낸터킷 동료들의 개인적인 문서를 목격하여 또 다른 화재에 대한 계속된 두려움 때문에 자신의 개인 정보를 유지하기 위해 모든 개인문서를 불태웠다고 믿었다.

## "미스 미첼 혜성"의 발견(1847–1849)

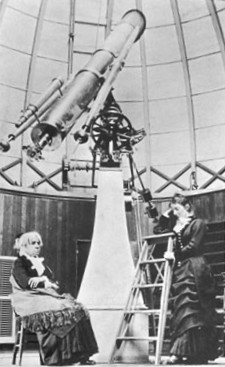
1877년경, 학생 메리 왓슨 휘트니 (서 있음)와 함께 배서 칼리지 천문대 돔 내부에 앉아 있는 마리아 미첼(앉아 있음)

미첼은 구경이 3인치이고 초점 거리가 46인치인 돌란드(Dollond) 굴절 망원경을 사용하여 1847년 10월 1일 밤 10시 50분에 혜성 1847 VI (현대 명칭 C/1847 T1)을 발견했다. 그녀는 이전에 다른 활동을 발견하지 못한 지역에서 하늘을 이동하는 미지의 천체를 발견했는데 이것이 혜성이라고 믿었다. 이 혜성은 나중에 "미스 미첼의 혜성"으로 알려지게 되었다. 그녀는 1848년 1월 아버지의 이름으로 《실리먼즈 저널》(Silliman's Journal)에 발견 사실을 발표했다. 다음 달에 그녀는 혜성의 궤도에 대한 자신의 계산 결과를 제출하여 자신이 최초 발견자라는 주장을 명확하게 하였다. 그해 하반기에 미첼은 자신의 발견 및 계산으로 인해 세네카 폴즈 컨벤션(Seneca Falls Convention)에서 축하를 받았다.
1848년 10월 6일, 미첼은 자신의 발견으로 덴마크의 크리스티안 8세 국왕으로부터 금메달을 받았다. 이 상은 덴마크 국왕 프레데릭 6세(Frederick VI)가 맨눈으로 볼 수 없을 정도로 희미한 새로운 망원경 혜성의 "최초 발견자"를 기리기 위해 이전에 제정한 것이다. 프란체스코 드 비코 (Francesco de Vico)도 동일한 혜성을 미첼의 발견 이틀 후에 독립적으로 발견했지만 유럽 당국에는 먼저 보고했기 때문에 혜성 발견이 누구의 공적인지의 문제가 당분간 발생했는데, 미첼에게 유리하게 해결되어 그녀가 상을 받게 되었다. 그녀의 메달에는 비길(Virgil)의 《Georgics》 제1권 257행인 "Non Frustra Signorum Obitus Speculamur et Ortus" (영어: Not in vain do we watch the setting and the rising [of the stars], 별이 지고 뜨는 것을 헛되이 보는 것은 아니다)가 새겨져 있다. 그녀 이전에 혜성을 발견한 유일한 여성들은 천문학자 캐롤라인 허셜과 마리아 마가레티 키르히였다. 이 상은 1848년에 우편으로 보내졌는데, 미첼은 1849년 3월까지 낸투켓에서 실제로 상을 받지 못했다. 그녀는 이 메달을 받은 최초의 미국인이자 천문학상을 받은 최초의 여성이 되었다.

## 중기(1849~1864)
미첼은 자신의 발견과 수상 후, 유명인사가 되어 이후 10년 동안 그녀에 대한 수백 개의 신문 기사가 작성되었다. 낸터킷에 있는 그녀의 집에서 랠프 월도 에머슨, 허먼 멜빌, 프레더릭 더글러스,소저너 트루스와 같은 당대 저명한 학자들을 접대했다. 1849년에 미첼은 US 해양 연감청에서 수행되는 미국 해안 측량을 위한 계산 및 현장 조사 직책을 수락했다. 그녀의 작업은 행성(특히 금성 )의 움직임을 추적하고 선원의 항해를 돕기 위해 위치 표를 수집하는 것으로 구성되었다. 그녀는 1850년에 미국 과학진흥 협회에 가입했고 스미스소니언 협회의 책임자인 조세프 헨리를 비롯한 많은 회원들과 친구가 되었다.
미첼은 1857년에 유럽을 여행했는데, 해외에 있는 동안 미첼은 현대 유럽 천문학자 존 허셜 경과 캐롤란인 허셜, 메리 소머빌의 천문대를 여행했다. 또한 알렉산더 폰 훔볼트, 윌리엄 휴얼, 아담 데지윅을 포함한 많은 자연 철학자들과 이야기를 나누고, 나다니엘 호손과 그의 가족과 함께 여행을 계속하였다. 미첼은 평생 미혼이었는데 직계 가족과 가깝게 지내었으며, 1888년에는 매사추세츠주 린에서 여동생 케이트와 그 가족과 함께 살기도 하였다.

## 배서 칼리지의 교수직(1865–1888)
미첼 자신은 대학 교육을 받지 않았지만 1865년 설립자인 매씨유 배서(Matthew Vassar)에 의해 배서 칼리지의 천문학 교수로 임명되어 최초의 여성 천문학 교수가 되었다. 미첼은 교수진에 임명된 최초의 사람이었으며 그녀가 20년 이상 재직한 배서 칼리지 천문대의 책임자로도 임명되었다. 미첼은 교수 재직 기간 동안 《사이언티픽 어메리컨》의 천문 칼럼도 편집했다. 미첼의 지도에 일부 기인하여 배서 칼리지에는 1865년부터 1888년까지 수학과 천문학에 하버드 대학교 보다 더 많은 학생이 등록했다. 1869년에 미첼은 메리 소머빌과 엘리자베스 캐봇 아가씨즈와 함께 미국 철학 학회에서 회원으로 선출된 최초의 여성이 되었다. 하노버 칼리지, 컬럼비아 대학교 및 럿거스 여자 대학(Rutgers Female College)에서는 미첼에게 명예학위를 수여했다.
미첼은 수업에서 틀에 얽매이지 않는 많은 교수법을 유지하였고, 성적이나 결석을 보고하지 않았다. 소규모 수업과 개별적인 관심을 옹호했으며, 수업에 기술과 수학을 통합했다. 학생들의 진로 선택은 제한적이었지만 그녀는 천문학 연구의 중요성을 결코 의심하지 않았다. 그녀는 학생들에게 "나는 여러분을 천문학자로 만들 수 있을 것으로 기대할 수는 없지만, 건강한 사고 방식을 위한 노력으로 여러분의 마음을 활기차게 할 수 있을 것으로는 기대합니다. 우리가 작은 걱정거리에 짜증이 나고 안절부절할 때 별을 보면 우리 자신의 관심이 얼마나 작은지 알게 될 것입니다"라고 말하였다.
미첼  자신의 연구 관심사는 상당히 다양했다. 그녀는 목성과 토성과 같은 행성과 위성의 사진을 찍고 성운, 쌍성, 일식을 연구했다. 그런 다음 쌍성 형성에서 한 별이 다른 별 주위를 공전하는 것과 별 색상 변화에서 거리와 화학적 구성의 영향과 같은 그녀의 관찰에 대한 이론을 발전시켰다. 미첼은 종종 현장과 배서 칼리지 천문대 모두에서 그녀의 천문 관측에 학생들을 참여시켰다. 그녀는 1868년에 흑점을 눈으로 기록하기 시작했지만 그녀와 그녀의 학생들은 1873년부터 매일 흑점 사진을 찍기 시작했다. 이것은 태양에 대한 최초의 정규 사진이었고 흑점은 태양 표면의 구름이 아니라 빈구멍이라는 가설을 탐구할 수 있게 해주었다. 1878년 7월 29일 개기 일식을 위해 미첼과 5명의 조수는 관찰을 위해 4인치 망원경을 가지고 덴버로 여행했다. 그녀의 노력은 배서 칼리지의 과학 및 천문학 졸업생의 성공에 기여했으며, 그녀의 학생 중 25명이 계속해서 《후즈 후 인 어메리카》에 실렸다.
배서 칼리지에서 수년간 가르친 후, 자신의 명성과 경험에도 불구하고 자신의 월급이 다른 많은 젊은 남자 교수들보다 적다는 것을 알게 되었다. 당시 교직원 중 유일한 여성이었던 미첼과 앨리다 애버리는 급여 인상을 주장하여 결국 이루어 내었다. 그녀는 사망하기 1년 전인 1888년 은퇴할 때까지 대학에서 가르쳤다.
1841년에 그녀는 프레더릭 더글러스가 첫 연설을 한 낸터킷에서 열린 노예제 반대 대회에 참석했고, 남부에서 생산된 면으로 만든 옷을 입는 것을 거부함으로써 노예제 반대 운동에도 가담했다. 그녀는 나중에 교수로서 특히 여성 참정권 및 교육과 관련된 여러 사회 문제에 관여하게 되었다. 그녀는 엘리자베스 케이디 스탠턴을 포함하는 다양한 참정권 운동가들과 친구가 되었다. 1873년 유럽 여행에서 돌아온 후 미첼은 전국 여성 운동에 합류하여 교육 개혁과 고등 교육에서 여성의 진흥에 전념하는 그룹인 여성 발전 협회(AAW)의 창립을 도왔다. 미첼은  이 협회 최초의 여성 회의(Women's Congress)에서 〈여성의 고등교육〉이라는 제목으로 연설했는데, 이 연설에서 그녀는 케임브리지 대학의 거턴 칼리지에서 고등 교육을 받기 위해 일하는 영국 여성의 업적을 설명했다. 미첼은 교육비를 지불하는 남성의 임금을 완화할 뿐만 아니라 더 많은 여성이 노동력에 참여할 수 있도록, 교육을 받으면서 파트타임으로 일하는 여성을 옹호했다. 그녀는 또한 과학 및 수학 분야에서 여성을 위한 자리에 주의를 환기시켰고 다른 사람들이 지역 교육 위원회에서 봉사하기 위한 여성 대학 및 여성 캠페인을 지원하도록 격려했다. 미첼은 1875년과 1876년에 AAW의 두 번째 회장을 역임한 후 자리에서 물러나 이 분야에서 여성의 발전을 분석하고 촉진하기 위한 특별 과학 위원회를 구성하고 이끌었으며 1889년 사망할 때까지 이 직책을 맡았다.

## 죽음과 유산

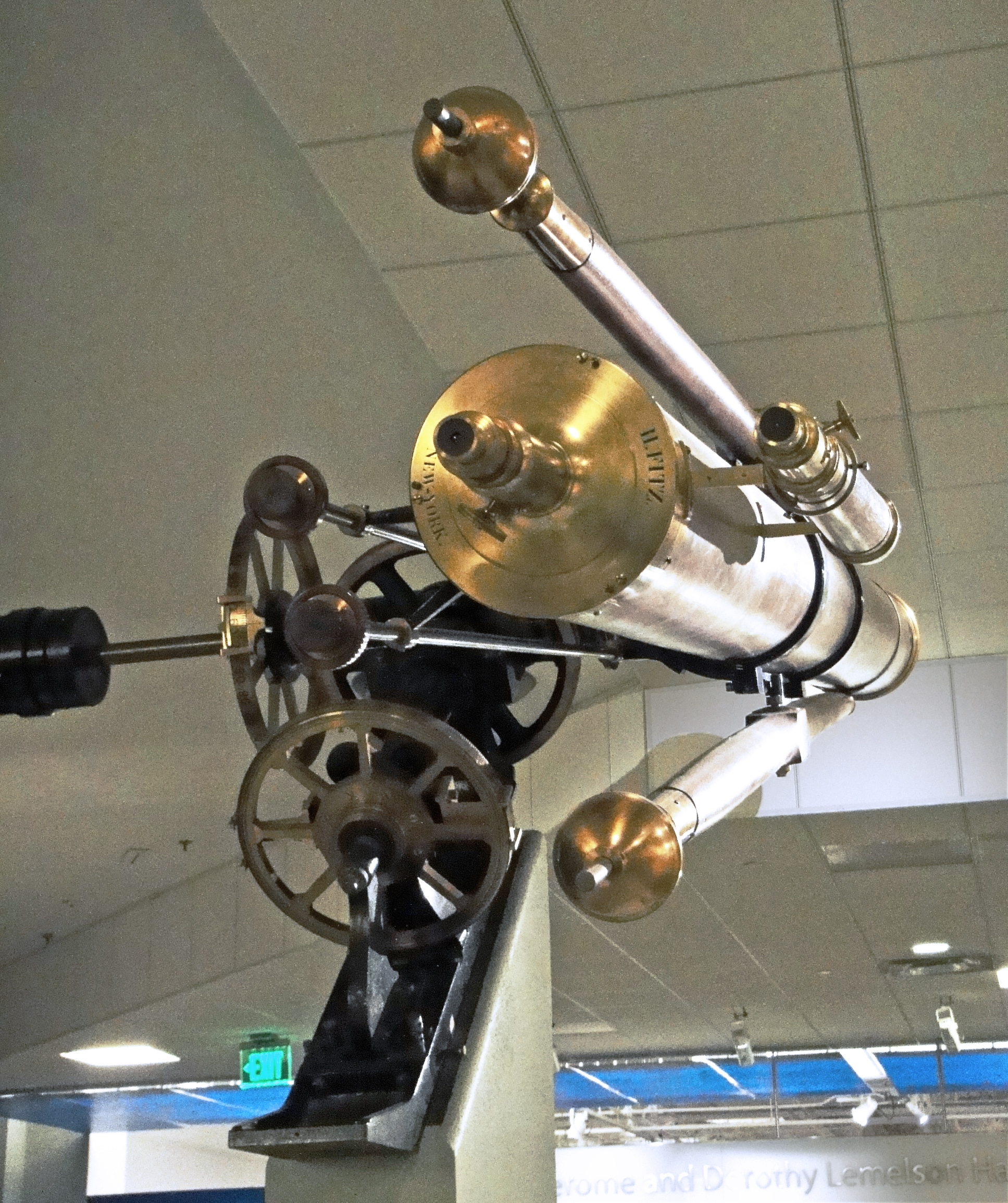
스미스소니언 협회 국립 미국사 박물관에 전시되어 있는 마리아 미첼의 망원경

미첼은 1889년 6월 28일 매사추세츠 린에서 70세의 나이로 뇌 질환으로 사망하여, 낸터킷의 프로스펙트 힐 묘지에 있는 411 구역에 묻혔다. 마리아 미첼 협회라는 조직이 낸터킷 섬의 과학과 미첼의 업적을 보존하기 위해 낸터킷에 설립되었다. 이 협회에서는 자연사 박물관, 수족관, 과학 도서관 및 연구 센터, 마리아 미첼의 집 박물관, 마리아 미첼 천문대라는 그녀의 이름을 딴 천문대를 운영하고 있다.
미첼은 전국 여성 역사 프로젝트에 의해 1989년 전국 여성 역사의 달 수상자로 선정되었으며 1994년에는 국립 여성 명예의 전당에 헌액되었다. 제2차 세계 대전의 리버티 선의 이름인 SS Maria Mitchell의 이름은 그녀의 이름에서 따 왔으며 뉴욕의 메트로 노스 통근 철도( 이 철도의 Hudson Line의 종점은 배서 칼리지 인근의 포킵시에 종점이 있다)에는 Maria Mitchell Comet 이라는 기차가 있다. 달의 분화구 중의 하나도 그녀를 기리기 위해 명명되었다. 2013년 8월 1일, 검색 엔진 구글은 마리아 미첼에게 혜성을 찾아 망원경을 통해 응시하는 지붕 위에서 만화 형태로 그녀를 보여주는 구글 두들로 경의를 표했다.
미국 과학과 문화의 교차점에 있는 그녀의 독특한 지위는 최근의 여러 출판물에서 생생하게 묘사되었다.

## 출판물
그녀의 생애 동안 미첼은 왕립학회 카탈로그(Royal Society Catalog)에 7개의 항목을 수록했으며 실리만즈 저널에 자신의 관찰 내용을 자세히 설명하는 3개의 기사를 게재했다. 미첼은 또한 《Hours at Home, Century and The Atlantic》지에 인기 있는 기사 3편을 저술했다.

## 같이 보기
- 천문학자 목록
- 과학계의 기독교 사상가 목록
- 21세기 이전의 여성 과학자 목록
- 과학계 여성의 타임라인

### 온라인 소스
- "혜성 발견에 대한 덴마크 왕의 보상 통지", MNRAS 2 (1832) 59
- "미첼 미첼 혜성의 요소", MNRAS 8 (1848) 130
- "덴마크 왕의 혜성 메달 중단", AJ 1 (1850) 56 ( 제1차 슐레스비히 전쟁으로 인해)
- Maria Mitchell의 작품 - 프로젝트 구텐베르크
- 작품 정보 마리아 미첼 - 인터넷 아카이브

### 인쇄물
- Kendall, Phebe Mitchell. Maria Mitchell: Life, Letters, and Journals. Boston: Lee & Shepard, 1896. (out of print; compiled by her sister)
- M. W. Whitney, In Memoriam, (Poughkeepsie, N. Y., 1889)
- M. K. Babbitt, Maria Mitchell as her students Knew her, (Poughkeepsie, N. Y., 1912)
- Albers, Henry editor "Maria Mitchell, A Life in Journals and Letters" College Avenue Press, Clinton Corners, NY, 2001.       (Henry Albers was the Fifth Maria Mitchell Professor of Astronomy at Vassar College.)
- Torjesen, Elizabeth Fraser, Comet Over Nantucket: Maria Mitchell and Her Island: The Story of America's First Woman Astronomer, (Richmond, IN: Friends United Press, 1984)
- Renée Bergland, Maria Mitchell and the Sexing of Science: An Astronomer Among the American Romantics, Beacon Press, Boston, 2008.
- Wright, Helen, Sweeper in the Skies: The Life of Maria Mitchell, College Avenue Press, Clinton Corners, NY, 1997. ISBN 1-883551-70-6ISBN 1-883551-70-6. (Commemorative Edition of 1949 edition. Wright was born in Washington, DC and served as assistant in Astronomy Dept. at Vassar and later US Naval Observatory and Mt. Wilson Observatory.Wrote bios of Geo. Hale and Palomar Observatory & w. Harold Shapley co-ed of Treasury of Science)